# Wilhelm Stuckart
 (septembre 2011).
Si vous disposez d'ouvrages ou d'articles de référence ou si vous connaissez des sites web de qualité traitant du thème abordé ici, merci de compléter l'article en donnant les références utiles à sa vérifiabilité et en les liant à la section « Notes et références ».
Wilhelm Stuckart, né le 16 novembre 1902 et mort le 15 novembre 1953, est un responsable du Parti nazi ; juriste, il est secrétaire d'État au ministère de l'Intérieur allemand.

## Biographie
W. Stuckart naît à Wiesbaden. Il adhère en 1922 au Parti nazi, dans lequel il s'implique très tôt dans les prises de positions des nazis envers les Juifs, notamment comme corédacteur des lois antisémites de Nuremberg de 1935.
Il représente également Wilhelm Frick, ministre de l'Intérieur, lors de la Conférence de Wannsee (20 janvier 1942), où est formalisée la mise en œuvre de la « Solution finale de la question juive dans la sphère d'influence allemande en Europe ».
L'examen minutieux des minutes de la conférence laisse supposer que Stuckart aurait soulevé des objections quant au fait que les SS transgresseraient les lois précédemment mentionnées en mettant en œuvre la « solution finale ». Il aurait également souligné les difficultés administratives d'un programme aussi radical, en insistant sur le fait qu'une stérilisation obligatoire aurait constitué une option préservant davantage l'esprit des lois de Nuremberg.
Toutefois, le secrétaire de la Conférence, le SS-Obergruppenführer Reinhard Heydrich, informe Stuckart que la décision d'exterminer les juifs a été prise par Adolf Hitler et qu'en accord avec le Führerprinzip, cette décision est au-dessus des lois. Stuckart et plusieurs autres participants de la conférence remarquent qu'Hitler n'a pas donné cet ordre par écrit, conformément à l'usage pour les instructions particulièrement secrètes ou problématiques [citation nécessaire].
Stuckart exerce brièvement les fonctions de ministre de l'Intérieur du gouvernement de Flensbourg, après le suicide de Paul Giesler et son épouse  le 8 mai 1945, ayant appris la nouvelle de la capitulation de l'Allemagne.
Après la guerre, comme tous les membres du gouvernement de Flensbourg, Stuckart est arrêté par les Alliés le 23 mai 1945, et inculpé de crimes de guerre. Jugé lors du Procès des ministères et condamné à une peine de prison couverte par son incarcération préventive, il est libéré en avril 1949.
En dépit de son implication lourde dans les politiques nazies les plus meurtrières, son avocat peut s'appuyer sur des témoignages comme ceux de son assistant Hans Globke, qui le décrit comme un « nazi loyal », mais également préoccupé par le respect des lois, cherchant à défendre le ministère de l'Intérieur des interférences politiques directes, et modérant l'impact des lois racistes sur les « demi-juifs ».[citation nécessaire]
Stuckart trouve la mort en novembre 1953 près de Hanovre, dans un accident de la route. Néanmoins, de lourds soupçons pèsent sur le Mossad quant à un attentat déguisé.

## Cinéma et littérature
Son personnage est représenté dans des œuvres grand public :
- dans le film Wannseekonferenz (1984), son rôle est joué par Peter Fitz (en) ;
- dans le film Conspiration  (BBC/HBO 2001), son rôle est joué par Colin Firth ;
- dans le roman uchronique Fatherland, de Robert Harris, Stuckart est l'un des participants de la conférence de Wannsee pourchassés par le régime nazi des années 1960 ;
- dans le film La Conférence.